# Distretto di Reg (Kandahar)
Il distretto di Reg è un distretto dell'Afghanistan appartenente alla provincia di Kandahar. Viene stimata una popolazione di 8.700 abitanti (dato 2012-13).